# 營團05系電力動車組
營團05系電聯車（日语：／ Eidan 05-kei densha */?）是東京地下鐵（前帝都高速度交通營團）東西線、千代田線(北綾瀨支線)用的通勤型電車，1988年11月16日開始于東西線營運，2014年4月28日開始投入千代田線(北綾瀨支線)服務。

## 概要
1988年（昭和63年）開始投入使用，以增加東西線的運力並取代老舊的5000系，經過多次規格變更，截至2004年（平成16年）生產了43組10節編組列車（共430節車廂）。車廂長度為20m，鋁製車身，每側有4個門。東西線以天藍色條帶為主體，與線色保持相同，白色和深藍色條帶作為重點排列。另一方面，千代田線及其北綾瀨支線的16000系電車，亦將按照主線支綫概念排列綠白帶。
自1994年（平成6年）投入服務以來，05系電車的數目已超過原配車5000系。 最初，東西線的所有車輛冷氣化計劃均由新的05系來解決，但預計該線的車輛數量會很大，並且綫路車輛更新完畢預計所用時間會很長。因此亦為原有的5000系電車進行了散熱改造等延壽工作，最終5000系的徹底被取代及退役于2007年（平成19年）完成，相比之前的銀座綫、丸之內綫、日比谷線來説，其冷氣化需花費19年，比其餘綫路所需時間都長。 
此外，原計劃于2005年（平成17年）新製造4組10節車廂列車（共40節車廂）作為最終增備列車，並替換所有剩餘的 5000系電車。但有樂町線・副都心線確認引進新型號電車10000系，計劃發生變化，原配屬有樂町綫的07系電車被轉移至本綫運營，05系的本次擴產被取消。值得一提的是，2010年至2011年為東西綫引入的新車型15000系擁有較寬門體，當時為旨在緩解困擾東西線已久的擁堵及延誤問題，原本計劃作為該系列的第14款車，但其批次是以10000系的藍本製造的，最終本批次作為新系列15000系改變規格登場。
隨著15000系的投入服務，該系列的01-13編成列車開始退出本綫服務。其中部分車廂報廢，01、03、06、13號4個編組在經過縮短至3節車廂等相關改造後，轉入千代田線北綾瀨支線服務。
05系自首車廂製造以來，製造周期長達16年，中途製造規格亦發生多次變化（亦從未連續3年製造相同規格的列車）。由於第7次車和第8次車及之後批次的頭車的前部形狀具有明顯差異，下面的解釋以第7次車為分界，分別稱作05系（第1-7次車）和05N系（第8次車及其之後批次）。

## 車内設備
- 輪椅放置位：2、9號車
- 弱冷氣車：4號車

## 形態種類

### 05系
由於東西線是當時營團中唯一運行有優等列車的線路，因此該集團採用了強調“速度感”的設計。前表面傾斜使其接近流線型，擋風玻璃是具有水平曲線的弧形玻璃。 與同時期生產的“0x系列”一樣，前大燈和尾燈組合在一起，放置在下方的線條顏色部分。 
內飾採用米色主調，線條色淡藍色。座椅為底座（踢入）支撐系統，單人座位寬度為440mm，第1次車到第5次車均采用此配置。座椅隔板形狀沿用自千代田線6000系開始使用的網架高度的形狀，第1到第24編成均使用該隔板形狀。
由該營團所替換的5000系電車中，70輛車廂報廢，120輛車廂轉讓出售給東葉高速鐵路，作為東葉1000系電車使用至2006年（平成18年），現已經全部報廢。 

#### 第1-4批車（1-14編成）
主電路採用GTO晶閘管作為元件的高頻並聯斬波控制（4象限斬波控制）車輛中，與同時期生產的日比谷線的03系電車類似。 該控制裝置引入了“高粘著控制”和“恆加速控制”，以確保3.3km/h/s的啟動加速度，MT比為1：1，以提高車輛性能。 台車採用SU Minden型無枕台車。 
- 首次使用車內放送裝置
- 車頭方向幕使用電動布幕
- 受電干為5台
- 使用斬波頻率分流
- 本批次所有編成已經於2009年-2011年退出東西線，由15000系取代
  - 部分直接退役
  - 部分改造為3輛編成並轉投千代田線(北綾瀨支線)，改用混合型SiC VVVF、鼠籠形電動機，車門上改用LCD顯示器，車頭改為彩色LED方向幕，並增設ATO運行設備
  - 部分轉售至印尼雅加達PT KAI Commuter Jabodetabek，當中前第7編組2014於當地因意外損毀退役。

第14編成
為1991年製作的第14編成，由川崎重工生產
- GTO-VVVF試作車
- 使用鼠籠式電動機，輸出率為200kw
- 使用LED方向幕
- 使用寬門
- 4M6T編成
- 2012年進行B修翻新工程
  - 改用東芝IGBT VVVF和永久磁石同期電動機（PMSM），輸出率為205kw
  - 車頭改為彩色LED顯示幕
  - 車內車門上面增設兩台LCD顯示器，分別顯示行車資訊及廣告

#### 第5批
為1992年製作的批次，為第15-18編成。
- 基本上與第14編成無分別
- 2012年進行B修翻新工程，改造內容和第14編成一樣

#### 第6－7批
為1993年製作的批次，為16-24編成
- 為冷房更新車
- 使用寬門
- 為5M5T編成

### 05N 系

#### 第8－10批

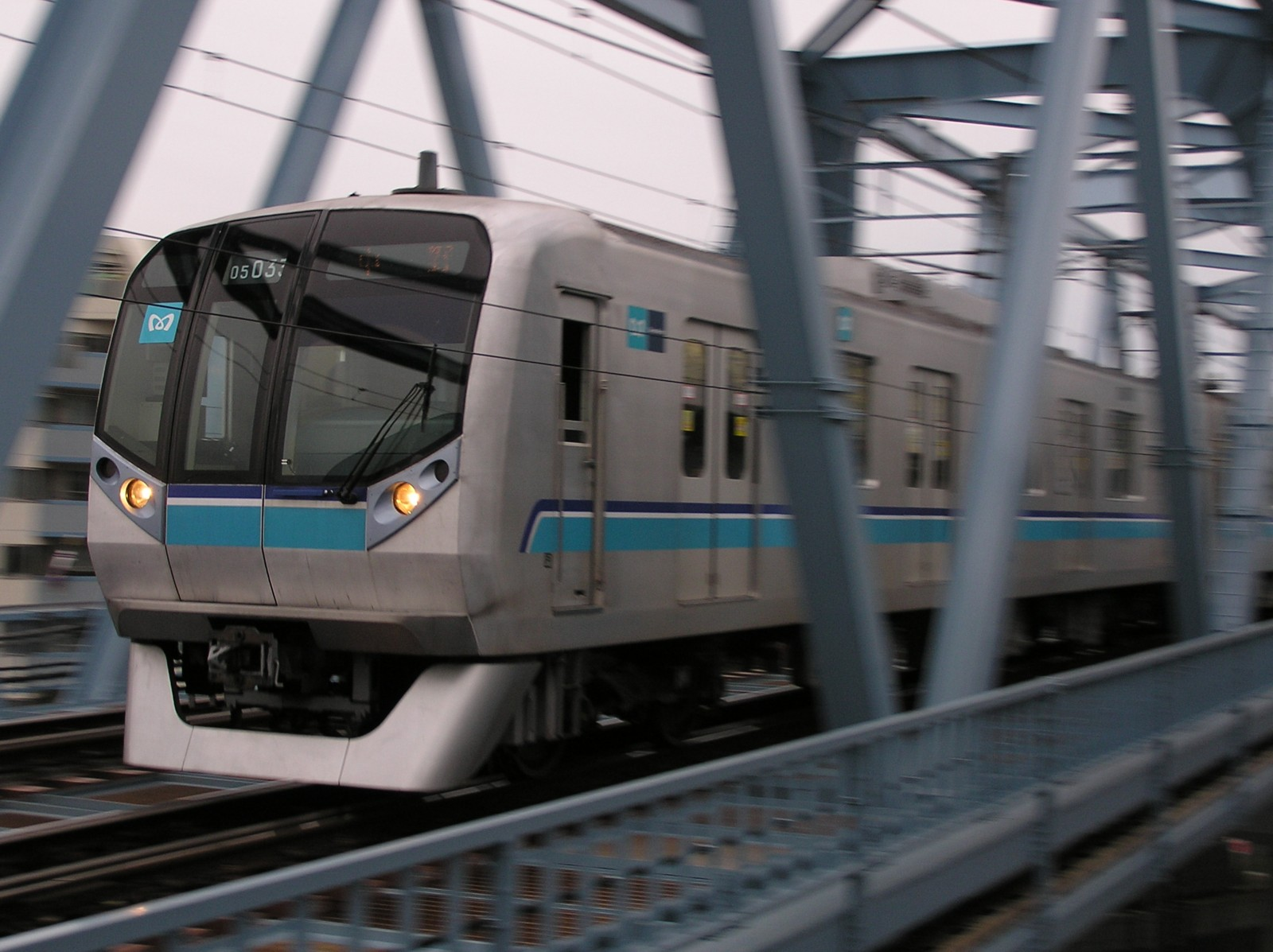
05系(攝於東西線浦安站)

為加快東西線空調化和東葉高速鐵道所帶來的額外的服務需求，在1999年重新製作該電力動車組
在1999年至2002年，共製作了9列，為25-33編成。
而該批次更名為05N系
主要與05系分別如下
- 車頭側面比較圓
- 使用圓形指示燈
- 使用LED方向幕
- 機器輸出率加強至205Kw

#### 第11－12批
加強東西線載客能力，在2003年製作6列列車，34-39編成。乃是營團最後一批新製列車
- 使用2組機件

#### 第13批
東京地下鐵成立後，為了加快取代5000系。一共製作4列列車，40-43編成。這是東京地下鐵成立後，首款製作的列車。在2004年至2005年，由日立製作所製作。
基本上與05N系分別不大。

## 千代田線北綾瀬支線用車
鑑於行駛千代田線北綾瀨支線的5000系及6000系老化，另外伴隨著2014年（平成26年）3月15日時刻表修訂時開始的東西線05系大規模改修工程，而改造成為千代田線北綾瀨支線用的模樣。其後，於2014年（平成26年）4月28日起於千代田線北綾瀨支線（綾瀨站 - 北綾瀨站間）開始營運。

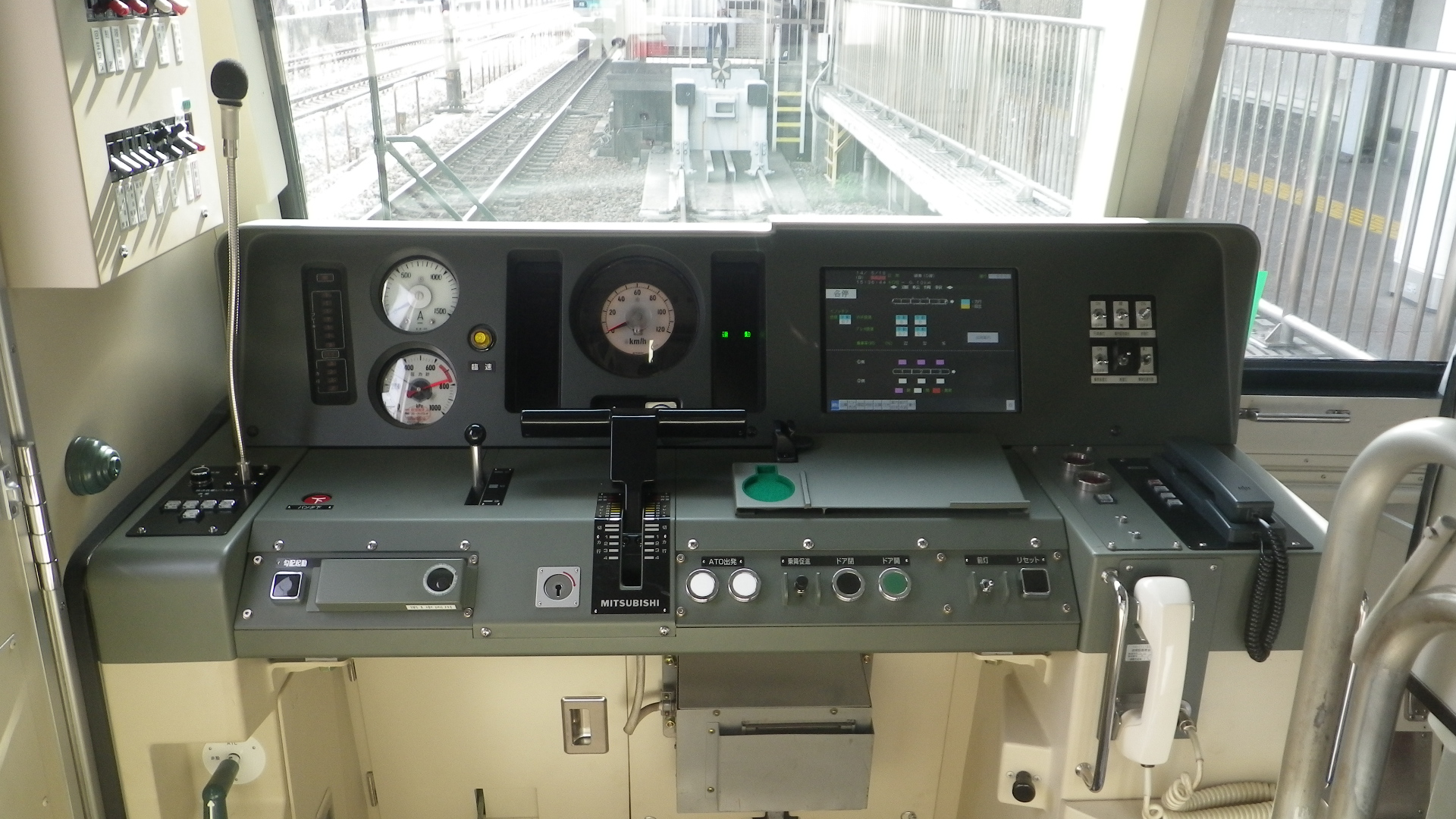
北綾瀬支線向改造型05系第1編成駕駛台